# Albatros J.I
Albatros J.I là một loại máy bay cường kích bọc giáp của Đức trong Chiến tranh thế giới I.

## Quốc gia sử dụng
German Empire
- Luftstreitkräfte

 Ba Lan
- Không quân Ba Lan

## Tính năng kỹ chiến thuật (J.I)
Đặc điểm tổng quát
- Kíp lái: 2
- Chiều dài: 8,80 m (28 ft 10 in)
- Sải cánh: 14,14 m (46 ft 5 in)
- Chiều cao: 3,37 m (11 ft 1 in)
- Diện tích cánh: 43,0 m2 (463 ft2)
- Trọng lượng rỗng: 1.398 kg (3.082 lb)
- Trọng lượng có tải: 1.808 kg (3.986 lb)
- Powerplant: 1 × Benz Bz.IV, 150 kW (200 hp)

Hiệu suất bay
- Vận tốc cực đại: 140 km/h (90 mph)
- Tầm bay: 350 km (220 dặm)
- Trần bay: 4.500 m (14.800 ft)
- Vận tốc lên cao: 2 m/s (400 ft/phút)

Vũ khí trang bị
- 2 × súng máy LMG 08/15 7,92 mm (.312 in) Spandau
- 1 × súng máy Parabellum MG14 7,92 mm (.312 in)